# Чека, Луис
Луи́с Арма́ндо Че́ка Вильяма́р (исп. Luis Armando Checa Villamar; род. 21 декабря 1983[…], Кито) — эквадорский футболист, игравший на позиции защитника. Выступал за сборную Эквадора.

## Клубная карьера
Чека — воспитанник клуба «Эль Насьональ» из своего родного города. В 2001 году он дебютировал за клуб в эквадорской Серии А. В 2004 году Луис смог завоевать место в основе, но уже в следующем сезоне проиграл конкуренцию. Во время выступлений за «Эль Насьональ» он на правах аренды играл за «Депортиво Кито» и клуб второго дивизиона «Аукас».
В 2008 году Чека на правах свободного агента подписал соглашение с «Депортиво Кито». С новой командой он трижды выиграл чемпионат Эквадора. 14 апреля 2010 года в матче Кубка Либертадорес против уругвайского «Серро» Луис забил гол. За «Депортиво» Чека провёл более 250 матчей, и является одним из рекордсменов по количеству сыгранных поединков во всех турнирах.
В начале 2014 года Луис перешёл в «Барселону» из Гуаякиль. 26 января в матче против «Ольмедо» он дебютировал за «Барсу». 16 марта в поединке против «Депортиво Куэнка» Чека забил свой первый гол за клуб из Гуаякиль. В том же году он стал серебряным призёром первенства Эквадора.

## Международная карьера
13 ноября 2008 года в товарищеском матче против сборной Мексики Чека дебютировал за сборную Эквадора.
В 2011 году Луис принял участие в Кубке Америки. На турнире он был запасным и на турнире не сыграл ни минуты.

## Достижения
Командные
 «Депортиво Кито»
- Чемпионат Эквадора по футболу — 2008
- Чемпионат Эквадора по футболу — 2009
- Чемпионат Эквадора по футболу — 2011